# Phyllophaga curialis
Phyllophaga curialis är en skalbaggsart som beskrevs av Henry J. Reinhard 1939. Phyllophaga curialis ingår i släktet Phyllophaga och familjen Melolonthidae. Inga underarter finns listade i Catalogue of Life.